# Astronomía maya

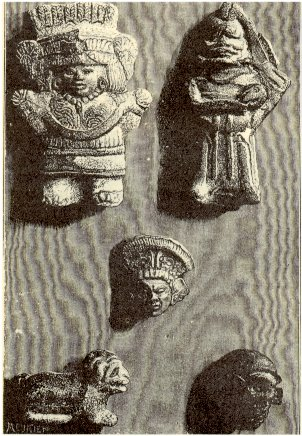
Jaina/Desire Charnay.

La astronomía maya es el estudio de la Luna, los planetas, la Vía Láctea, el Sol y los fenómenos astronómicos por parte de la Civilización Maya Precolombina de Mesoamérica. La observación de los astros era de vital importancia para el desarrollo de la vida material y espiritual compartida por las demás sociedades de Mesoamérica, aunque posee ciertas características que la hacen única. Una de ellas, la más representativa, es el empleo del calendario de Cuenta Larga, por el que los mayas del período clásico pudieron hacer estimaciones de más largo plazo. En este Período Clásico, los Mayas desarrollaron una de las astronomías pre-telescopio más precisas del mundo.
Los mayas hicieron cálculos exactos de los periodos sinódicos de Mercurio, Venus, Marte, Júpiter y Saturno. Calcularon con exactitud, los períodos de la Luna , el Sol y de estrellas como las Pléyades, a las que llamaban Tzab-ek (estrella cascabel) y marcaba los inicios de festividades rituales. El Tzol'kin de 260 días es uno de los calendarios más enigmáticos en cuanto su origen, algunos postulan que se basa en una aproximación a la gestación humana. y otros autores lo relacionan con ciclos de astros visibles desde la tierra. También hay una hipótesis formulada por el geógrafo Vincent Malmstrom en la que su origen estuvo determinado por los ciclos del Sol por el cenit de la región sur del Estado Mexicano de Chiapas (Izapa) y de la nación de Guatemala a unos 15.º norte, en donde los mismos días que ocurren (29 de abril el primero y 13 de agosto el segundo) tienen un intervalo de 260 días entre uno y otro.
La Vía Láctea era parte central de su Cosmología y la llamaban, aparentemente, Wakah Chan, y la relacionaban con Xibalbá, incluso los Kiche' de Guatemala aún la llaman Xibalbá be o camino a el inframundo. Tenían un Zodiaco, basado en la Eclíptica, que es el paso del Sol a través de las constelaciones fijas. Este se encuentra en la Estela 10 de Tikal y la 1 de Xultún, ambos yacimientos la zona de Petén, en Guatemala y también en el Códice Grolier
Los conocimientos astronómicos mayas eran propios de la clase sacerdotal pero el pueblo todo los respetaba y conducía su vida de acuerdo a sus predicciones. Mucho del mismo conocimiento perduró aún después de la conquista, practicándose en la clandestinidad y posteriormente, mezclándose con los rituales de la vida diaria del pueblo maya, muchos de las cuales siguen vigentes en la actualidad
Los sacerdotes conocían los movimientos de los cuerpos celestes y eran capaces de aproximarse a la predicción de los eclipses y el curso del planeta Venus visto desde la tierra. Esto les daba un especial poder sobre el pueblo que los consideraba así íntimamente ligados a las deidades.
Muchas de las deidades recibían distintos nombres y propiedades, por ejemplo a Venus la llamaban los mayas Ah-Chicum-Ek', la gran estrella de la mañana, y Xux ek, la estrella avispa. Estrella se dice en maya "ek" y es también el apellido de muchas personas de la región maya.
De los códices mayas conocidos el de Dresde es esencialmente un tratado de astronomía.
En conclusión, los mayas fueron reconocidos por sus escritos, la arquitectura y sus obras de arte, sus cálculos matemáticos, llenos de simbolismos y representaciones fantásticas sobre el pasado, presente y el futuro de su sociedad.

## El Cosmos Maya
Los mayas concebían el cosmos como una estructura dividida en tres niveles y cada uno de ellos se dividía en cuatro esquinas. En la parte superior se encontraba la bóveda celeste, sostenida por los Bacabs, donde tenían lugar los principales fenómenos astronómicos, en particular el recorrido diurno del sol. En el nivel intermedio se asentaba el mundo de los hombres, en el que se desarrollaban todos los aspectos de su vida cotidiana; en este sentido, la tierra era concebida como una gran superficie cuadrada, cuyas esquinas se orientaban en la dirección de los puntos cardinales, donde se situaban los pauahtunes. El nivel inferior, situado bajo el agua, era ocupado por el inframundo, o Xibalbá. En este tenebroso lugar se libraba una despiadada lucha del sol, después de su recorrido diurno por la bóveda celeste, con los seres y deidades infernales, a las que vencía reiniciando así su travesía por el nivel superior del universo.

## Comparativa de los calendarios europeo y maya

### Calendario europeo
En el 46 a. C. Julio César decretó que el año estaría compuesto de doce meses de aproximadamente 30 días cada uno para constituir un año de 365 días y un año bisiesto de 366 días. El año civil tendría entonces 365,25 días. Esto es conocido como el calendario Juliano. El año solar tiene en realidad 365,2422 días, así que en 1582 había una discrepancia apreciable entre el solsticio de invierno y la Navidad y el equinoccio de primavera y la Semana Santa. El Papa Gregorio XIII, con la ayuda del astrónomo italiano Aloysius Lilius (Luis Lilio), reformó este sistema para abolir los días entre el 5 y el 14 de octubre de 1582, esto trajo los años bisiestos de vuelta al calendario. El calendario perdía tres días cada cuatro siglos, al decretar que los siglos son solo años bisiestos si son divisibles por 400, por ejemplo, 1700, 1800 y 1900 no son bisiestos, pero 1600 y 2000 sí. Este es el calendario Gregoriano.
Los astrónomos usan ambos calendarios Juliano y Gregoriano, las fechas antes de 46 a. C. son convertidas al calendario Juliano, esto es conocido como el calendario Juliano proléptico. Los cálculos astronómicos parten de un año cero y años anteriores a ese año son números negativos, esto es conocido como la datación astronómica. No hay año cero en datación Histórica, en esta, el año 1 a. C. es sucedido por el año 1 d. C., así que por ejemplo, el año 3113 (datación astronómica) es el mismo que el 3114 a. C.
Muchos mayistas convierten fechas del calendario Maya al calendario Gregoriano proléptico. En este calendario, las fechas del calendario Juliano son revisadas como si el calendario gregoriano hubiera sido usado antes del 15 de octubre de 1582. Estas fechas han de ser convertidas a fechas astronómicas antes de que puedan ser usadas para estudiar la astronomía Maya pues los astrónomos utilizan el calendario Juliano/Gregoriano. Las fechas Gregorianas prolépticas varían sustancialmente de las fechas astronómicas. Por ejemplo, la fecha de la creación mítica en el calendario Maya es del 11 de agosto del 3114 a. C. en el calendario Gregoriano proléptico equivale al 6 de septiembre del 3113 a. C. en el astronómico.

### Calendarios mayas
Hay tres principales calendarios mayas:
| Calendario | Días    |
| ---------- | ------- |
| Tzolk'en   | 260     |
| Haab'      | 365     |
| Baktun     | 144.000 |

Cuenta larga

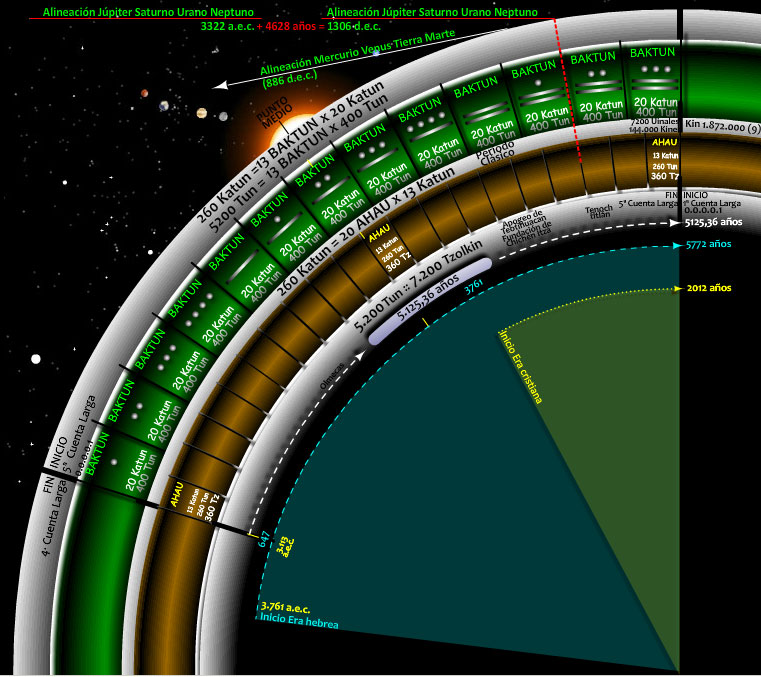
La Cuenta larga es la quinta parte del Ciclo maya

La Cuenta Larga es un sistema de calendario de cómputo del tiempo que tiene bases históricas, astronómicas, cosmológicas, mitológicas y astrológicas. En este sistema, el comienzo de la era actual, el 13 de agosto del año 3114 a. C., está ligado posiblemente al mitológico nacimiento de Venus. En algunas versiones sostenían que el mismo finalizaba una era, el 21 de diciembre del 2012, corresponde a la fecha del solsticio del invierno del Hemisferio Norte. Otros autores como Erick Velázquez (epigrafistas) han señalado que esto es relativo a ciertos grupos mayas, ya que en inscripciones encontradas en Palenque, las cuentas mencionan a períodos superiores en tiempo al mismo. Es un calendario vigesimal porque se basa en los 20 días del ciclo más corto, el Vinal o Uinal, 18 de los cuales forman el ciclo Tun. La base vigesimal también se refiere a los 20 tunes que forman el ciclo Katun (19,7 años), y a los 20 katunes forman el ciclo Baktun (394,25 años), y el Baktun es la treceava parte de la Cuenta larga.
Tzolk'en
El Tzolk'en es un calendario de 260 días constituido por veinte trecenas (o trece veintenas) cada día tiene un nombre.
Haab'
El Haab' es un año de 365 días compuesto de 19 y 18 meses con cinco días sobrantes al final del año.
Cuando el Tzolk'en y Haab' han pasado, se conoce a esa fecha como una ronda de calendario. La misma ronda de calendario se repite cada 18.980 días, aproximadamente cada 52 años. La ronda de calendario en el mito de creación Maya era 4 Ahau y 8 Kumk'u. Cuándo esta fecha ocurre otra vez se conoce como el fin de la ronda del calendario.

### Correlacionando los calendarios maya y europeo
Los calendarios maya y europeo son correlacionados al usar el mismo día Juliano en la fecha del mito de la creación — 13.0.0.0.0, con 4 Ajaw, 8 Kumk'u. El día Juliano al mediodía en este día era 584,283. Esta es la correlación GMT.

#### Estelas mayas

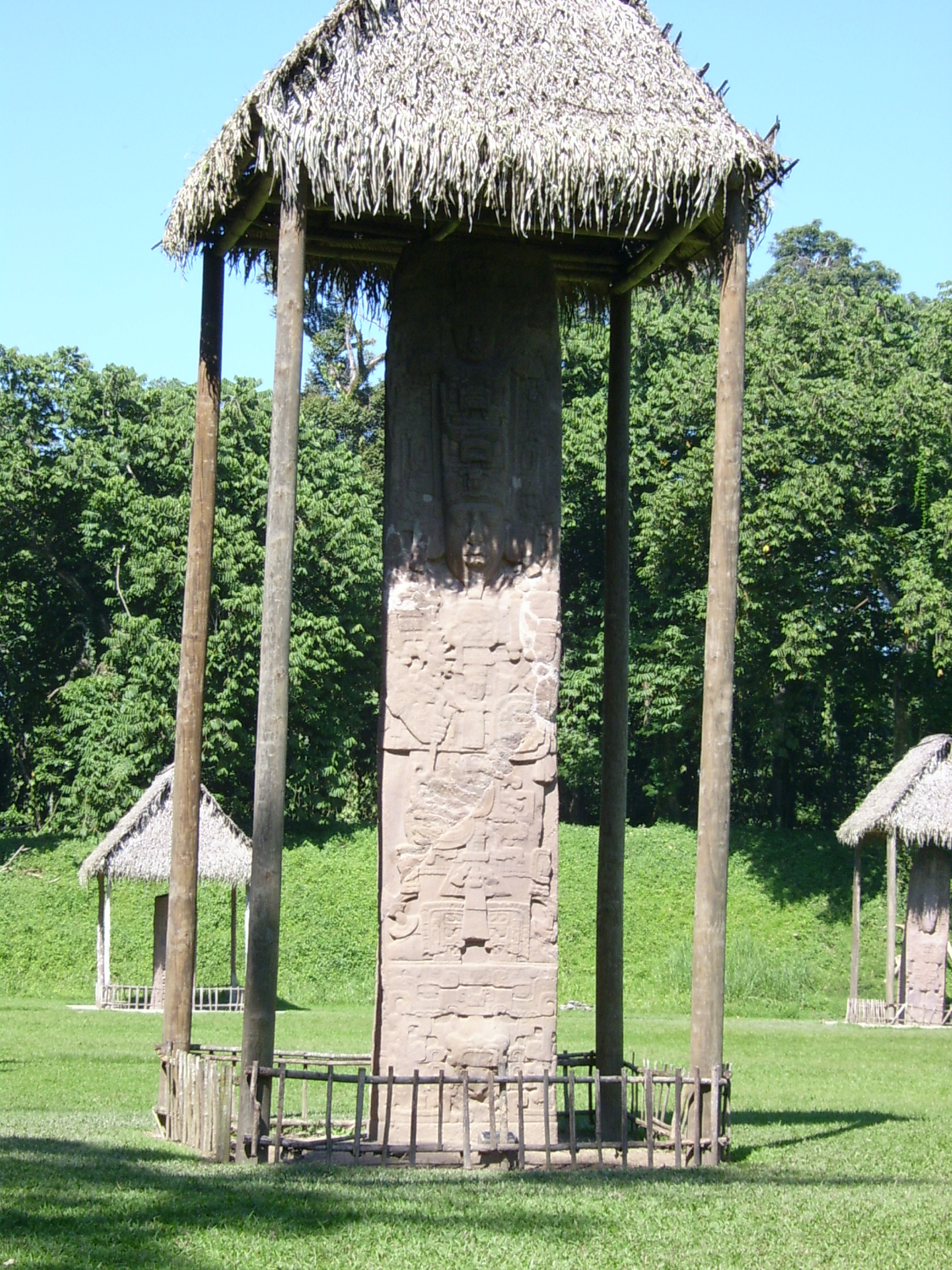
Estela E En Quiriguá, posiblemente el más grande monumento de piedra en el Nuevo Mundo

## Métodos de observación astronómica

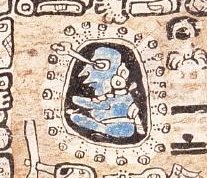
Figura del Códice de Madrid, interpretado como un astrónomo

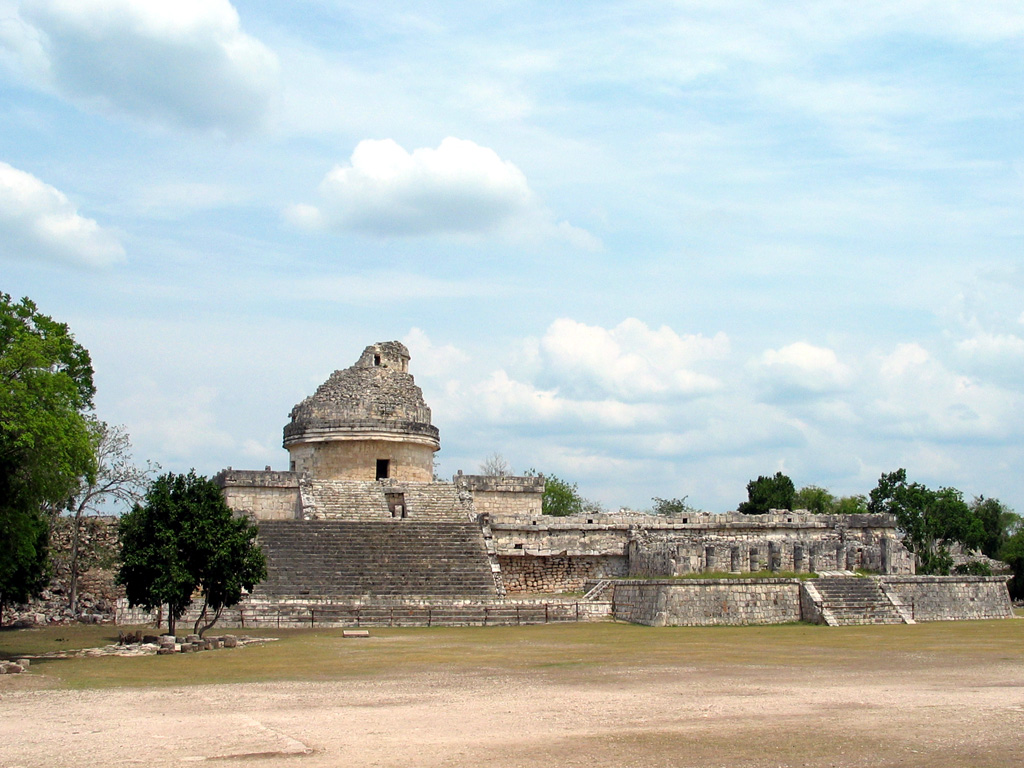
El Caracol en Chichen Itza es un observatorio

#### El año tropical en los códices mayas

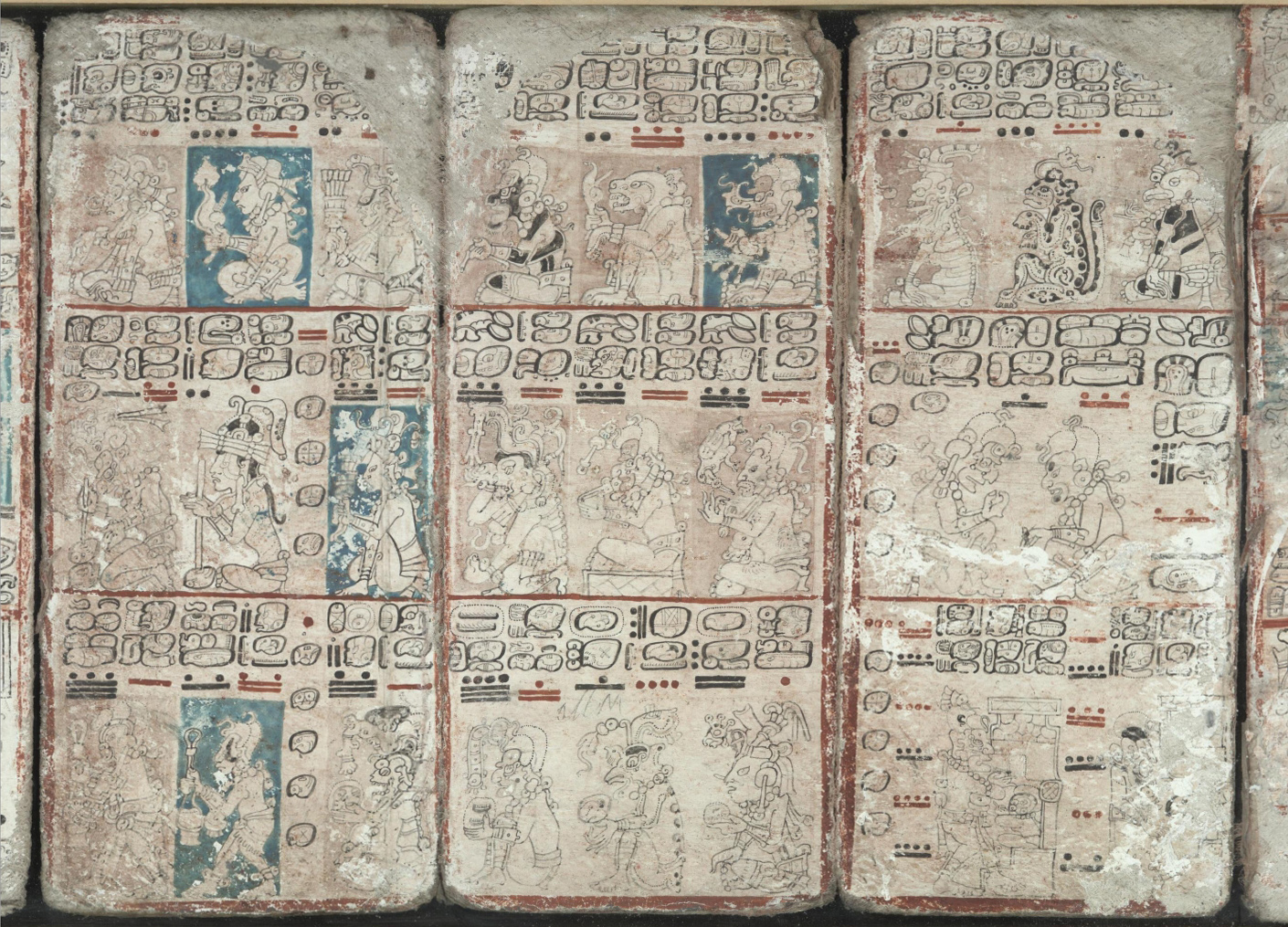
Códice de Dresde

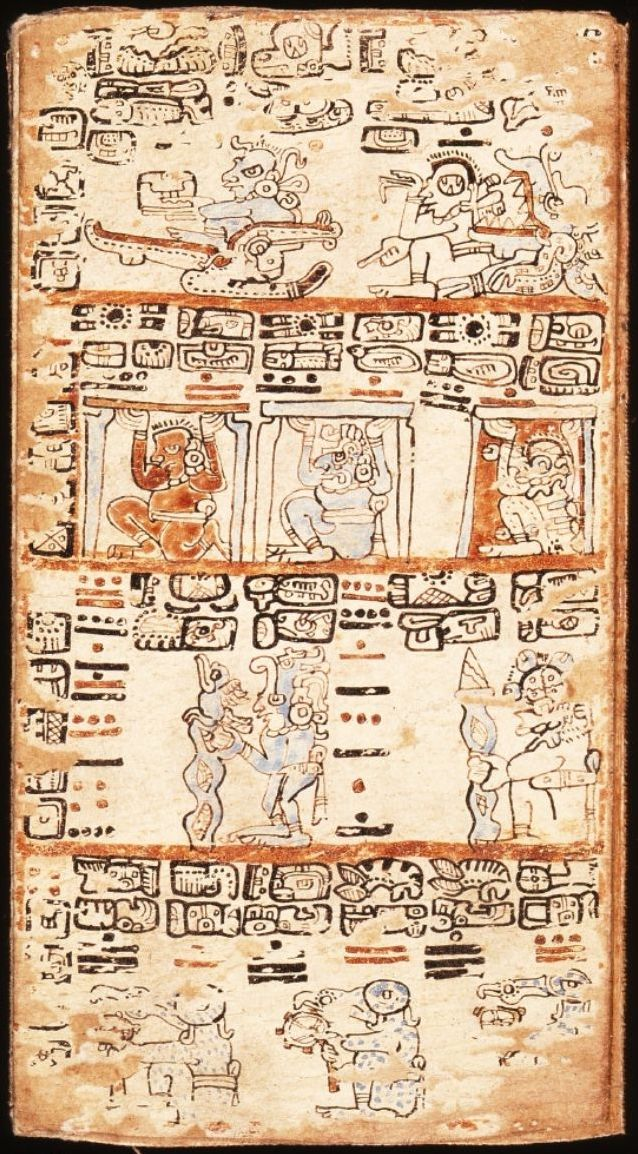
Códice de Madrid

#### Construyendo alineaciones

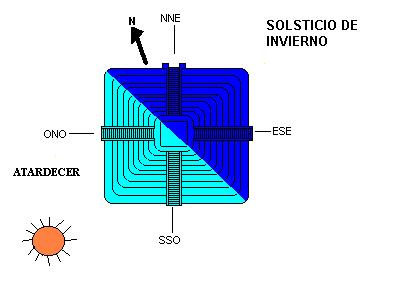
Pirámide de Kukulcán alineada con el solsticio de invierno

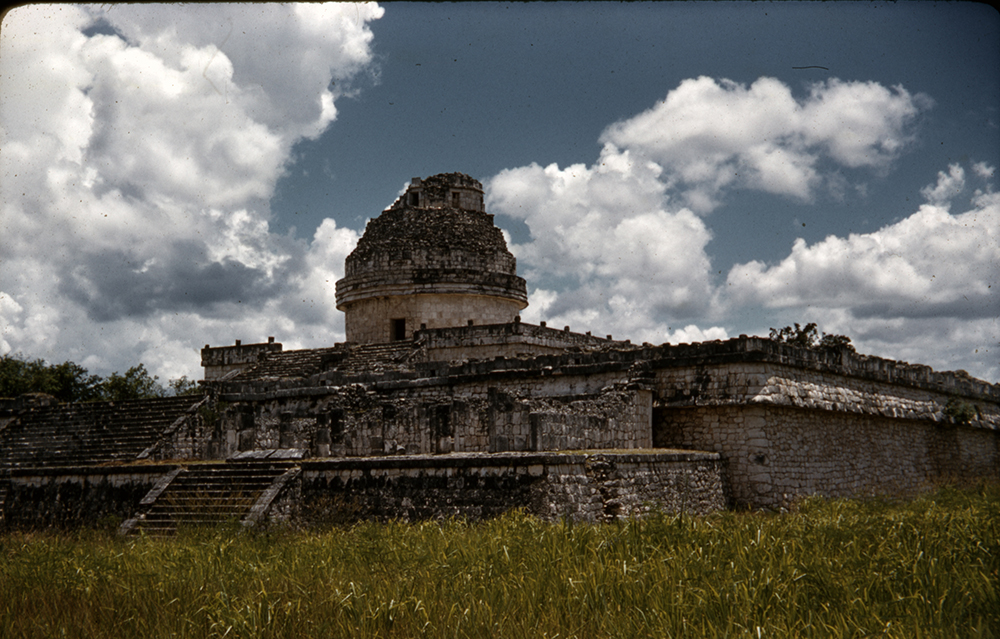
Caracol, Chichén Itzá

### Venus

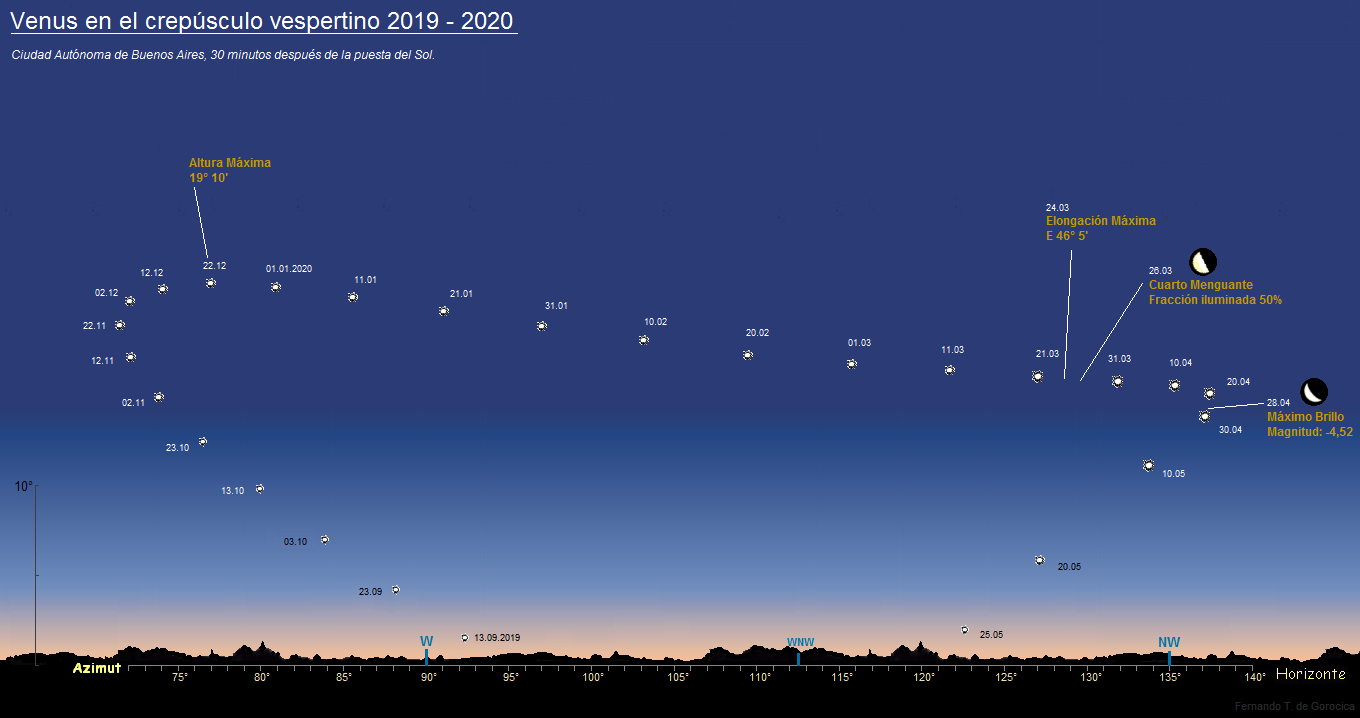
Venus en el crepúsculo vespertino